# Paramount Theatre (Los Angeles)
Pour les articles homonymes, voir Paramount Theatre.
Le Paramount Theatre de Los Angeles était un palais du cinéma ouvert en janvier 1923 sous le nom de Grauman's Metropolitan Theatre. Malgré ses dimensions impressionnantes, il a été détruit dans les années 1960.

## Histoire
La salle est construite par l'imprésario Sid Grauman, alors déjà propriétaire du Million Dollar Theater à quelques pâtés de maisons, et qui construira par la suite d'autres palais du cinéma hollywoodien dont le Grauman's Chinese Theatre et le Grauman's Egyptian Theatre. Elle ouvre le 26 janvier 1923 sous le nom Grauman's Metropolitan Theatre avec la première du film La Dictatrice (1922) en présence de Gloria Swanson. La salle conçue par William Lee Woolett est la plus grande de Los Angeles pendant plusieurs années avec 3600 places. Pour les décors, le plâtre n'a été utilisé que pour le plafond circulaire de 27,4 m de l'auditorium, le reste des décors est en béton préfabriqué. Le théâtre est situé à l'angle des 6th rues et Hill Street, à un pâté de maisons à l'ouest de Broadway, de la plupart des principaux théâtres et cinéma de la ville. Un édifice de bureau de cinq étages, sur treize initialement prévus, est construit autour de la salle selon les plans de l'architecte Edwin Bergstrom. La salle possédait à l'origine deux entrées, l'une sur la sixième rue et l'autre sur Hill Street mais une troisième est devenue nécessaire. Quand Grauman a décidé de construire une troisième entrée sur Broadway et a construit un bâtiment avec un grand escalier jusqu'à un long hall qui entrait dans le théâtre au niveau de la mezzanine, traversant un pont au-dessus d'une ruelle pour y accéder. En 1929, Paramount ferme cette entrée et l'espace de Broadway est loué pour un usage commercial. Lorsque le théâtre a été démoli, cette annexe a survécu et est aujourd'hui la seule partie du théâtre qui reste. L'édifice imposant est un point repère majeur en face de Pershing Square pendant plusieurs décennies. 
La salle accueille également des numéros de variétés. 
Le réseau Publix Theatres Corporation, filiale de Paramount Pictures achète la salle en juillet 1924.
Le 24 janvier 1929, le Metropolitan Theatre est rebaptisé Paramount Theatre avec le groupe Fanchon and Marco assurant la gestion.
Armitage Trail, l'auteur de Scarface, y meurt d'une crise cardiaque en 1930.
En 1941, Fats Waller, Rochester et Kitty Murray sont tous à l'affiche. C'est dans cette salle que  née la chanson  « All That Meat and No Potatoes »,  à l'origine une blague de Waller sur le physique de la chanteuse-danseuse Kitty Murray, ayant un joli visage mais peu de poitrine. Après le rachat du El Capitan Theatre, renommé Hollywood Paramount Theatre, la salle prend le nom de Downtown Paramount Theatre.
En 1950, la gestion de la salle est prise en charge par Cabart Theaters Corp. Le 18 mars 1952, United Paramount rachète la salle et la rénove, remplaçant la marquise et l'entrée, pour une ouverture le 29 mai 1952 ave le film Montagne rouge avec Alan Ladd.
Le cinéma ferme ses portes en 1960 et est démoli en 1962 pour faire place à un parking.
Un ensemble commercial ouvre en 1981 à la place du parking avec une tour de 16 étages, le International Jewelry Center (Centre international de bijoux).